# 斯特藩环形山
斯特藩环形山（Stefan）是位于月球背面北半部的一座古老大撞击坑，约形成于45.5-39.2亿年前的前酒海纪，其名称取自十九世纪奥匈帝国籍斯洛文尼亚物理学家暨数学家约瑟夫·斯特凡（1835年-1893年），1970年被国际天文学联合会正式批准接受。

## 描述

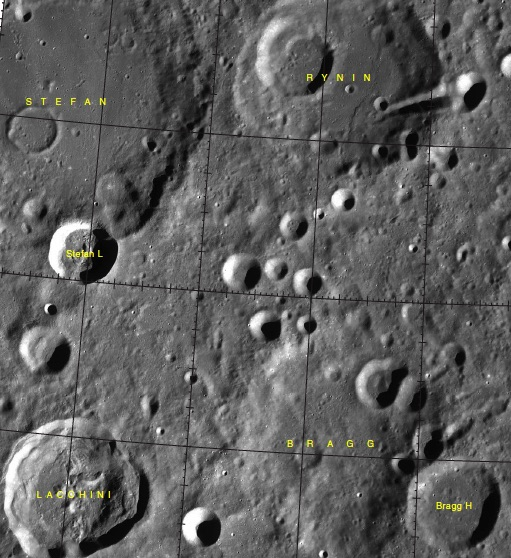
斯特藩环形山的周边，LAC-36 区域图。

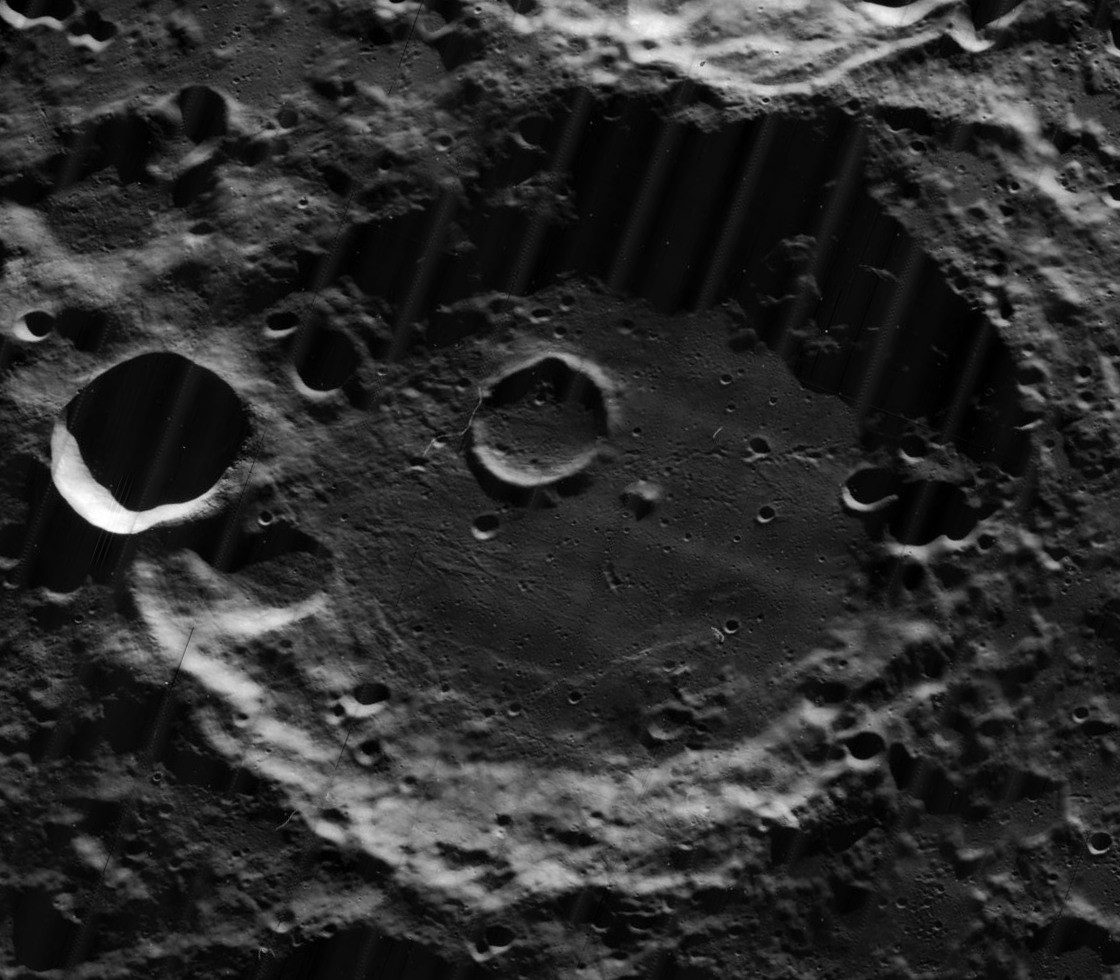
月球轨道器5号拍摄的西向斜视图

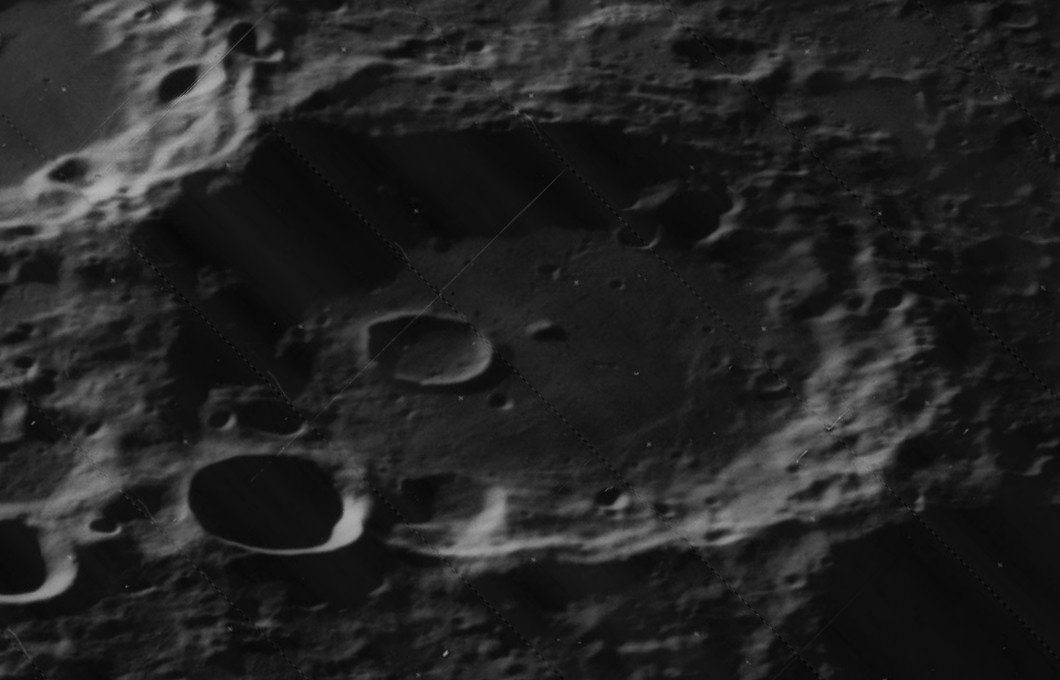
月球轨道器5号拍摄的另一幅西北向斜视图

该陨坑西侧与略小的魏格纳环形山相接壤、西北偏北毗邻库仑环形山、查普曼环形山位于它的东北、东面则靠近雷宁环形山，而它的东南及南面分别坐落了布喇格环形山及拉基尼环形山。该陨坑中心月面坐标为46°20′N 108°46′W / 46.33°N 108.77°W，直径112.18公里，深度约2.89公里。
与月球上类似大小的陨石坑一样，斯特藩环形山坑壁也因撞击侵蚀而严重磨损，沿坑口边缘及内壁坡嵌刻着一系列较小的撞击坑穴，尤其是南侧坑壁已被撞击损毁，在此覆盖了卫星坑斯特藩 L；沿宽厚的内壁分布有一些阶地状结构。该环形山坑壁最大高出周边地形1550米，内部容积约12938立方千米。坑内已被熔岩淹没填平，西南及东北地表上露出有三圈被淹埋的陨坑壁顶，中心点偏西有一座孤零的矮丘，可能也是被熔岩淹没的中央峰峰顶。
斯特藩环形山约位于直径530公里，形成于前酒海纪的库仑-萨尔顿盆地边缘处。

## 卫星陨石坑
按惯例，最靠近斯特藩环形山的卫星坑将在月图上以字母标注在它的中心点旁边.

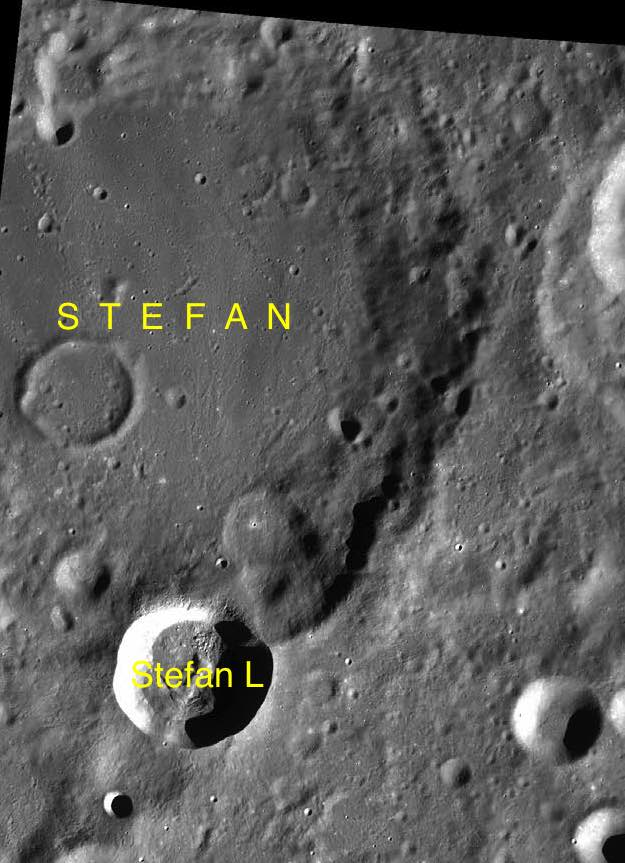
LAC-36 区域图

| 斯特藩 | 纬度    | 经度     | 直径    |
| ------ | ------- | -------- | ------- |
| L      | 44.6° N | 107.7° W | 26 公里 |

## 参引资料
1. 1 2 3 4  Lunar Impact Crater Database
2. ↑   (PDF).   [2017-03-09]. （原始内容存档 (PDF)于2013-02-20）.
3. ↑  .   [2017-03-09]. （原始内容存档于2017-03-12）.

## 另请参阅
- Andersson, L. E.; Whitaker, E. A. . NASA RP-1097. 1982.
- Blue, Jennifer. . USGS. 2007-07-25  [2007-08-05]. （原始内容存档于2015-05-26）.
- Bussey, B.; Spudis, P. . New York: Cambridge University Press. 2004. ISBN 978-0-521-81528-4.
- Cocks, Elijah E.; Cocks, Josiah C. . Tudor Publishers. 1995. ISBN 978-0-936389-27-1.
- McDowell, Jonathan. . Jonathan's Space Report. 2007-07-15  [2007-10-24]. （原始内容存档于2015-01-12）.
- Menzel, D. H.; Minnaert, M.; Levin, B.; Dollfus, A.; Bell, B. . Space Science Reviews. 1971, 12 (2): 136–186. Bibcode:1971SSRv...12..136M. doi:10.1007/BF00171763.
- Moore, Patrick. . Sterling Publishing Co. 2001. ISBN 978-0-304-35469-6.
- Price, Fred W. . Cambridge University Press. 1988. ISBN 978-0-521-33500-3.
- Rükl, Antonín. . Kalmbach Books. 1990. ISBN 978-0-913135-17-4.
- Webb, Rev. T. W.  6th revised. Dover. 1962. ISBN 978-0-486-20917-3.
- Whitaker, Ewen A. . Cambridge University Press. 1999. ISBN 978-0-521-62248-6.
- Wlasuk, Peter T. . Springer. 2000. ISBN 978-1-85233-193-1.